# Rio dei Mendicanti
El Rio dei Mendicanti es una pintura al óleo del pintor rococó italiano Canaletto. Lo realizó tras su estancia en Roma en 1723. Fue un encargo de un noble veneciano con la finalidad de decorar su palacio. El encargo se compone de un total de cuatro lienzos, el Rio dei Mendicanti, Gran Canal, vista al noreste desde el Palazzo Balbi hacia el puente de Rialto (ambos en el museo veneciano de Ca'Rezzonico) y el Gran Canal, vista Este desde el Campo San Vio y Piazza San Marco (ambos en el Museo Thyssen-Bornemisza de Madrid). La primera documentación oficial sobre la existencia de las pinturas aparece en 1806 como parte de la colección privada del príncipe de Liechtenstein. 
Este cuadro representa el primer ejemplo que se conserva en estilo veduta de Venecia del pintor si bien se cree que debieron de existir otras obras anteriores, hoy perdidas, dada la increíble maestría que atesora el pintor en la realización de este cuadro. 
La imagen que muestra es una parte de Venecia poco turística y bastante desconocida para las personas que no habitaban en Venecia a diferencia de lo que es normal en este estilo de pintura que suele realzar las imágenes más reconocidas de las ciudades. Se representa aquí sin embargo una zona muy conocida por los venecianos al ser un lugar habitual de trabajo para ellos. 
El cuadro muestra a la izquierda la Chiesa di San Lazzaro dei Mendicanti y la Scuola di San Marco. En el canal se pueden apreciar dos puentes, el más cercano al observador es un puente sencillo de madera mientras que el más lejano es el denominado Ponte del Cavallo. En la parte derecha se sitúan una serie de edificios en las que el pintor destaca la ropa lavada en los tendales.